# Lanuza (Surigao del Sur)
Lanuza es un municipio filipino de cuarta categoría, situado en la parte nordeste de la isla de Mindanao. Según el censo de 2020, tiene una población de 13,642 habitantes.
Forma parte de la provincia de Surigao del Sur, situada en la región administrativa de Caraga, también denominada Región XIII.
Para las elecciones está encuadrado en el Primer Distrito Electoral.

## Geografía
Está situado en el norte de la provincia, a 18 km al noroeste de su capital, Tandag. Linda su término al norte con el de Carmen y también con el de la bahía de Lanuza, en el mar de Filipinas; al sur con el de la ciudad de Tandag; al este con el de Cortés; y al oeste con la provincia de Agusán del Sur, municipio de Sibagat.
Forma parte del CarCanMadCarLan, agrupación de cinco municipios: Carrascal, Cantilán, Madrid, Carmen y Lanuza.

### Barrios
El municipio  de Lanuza se divide, a los efectos administrativos, en 13 barangayes o barrios, conforme a la siguiente relación:
| - Agsam - Bocawe - Bunga | - Gamutón - Habag - Mampi | - Nurcia - Pakwán - Sibahay | - Población, dividida en 4 zonas. |

### Comunicaciones
La población se encuentra en la S00300 Carretera de Surigao a Dávao por la costa (Surigao-Dávao Coastal Rd) entre las localidades de Carmen, al este y Cortés, al oeste.

## Gobierno
En las elecciones de 2019 resultaron elegidos como alcalde Anilao P. Dawog y como vicealcalde Salvacion S. Azarcon.

## Historia
El actual territorio de la provincia de Surigao del Sur fue parte de la provincia de Caraga durante la mayor parte de la Capitanía General de Filipinas (1520-1898). Así, a principios del siglo XX la isla de Mindanao se hallaba dividida en siete distritos o provincias.

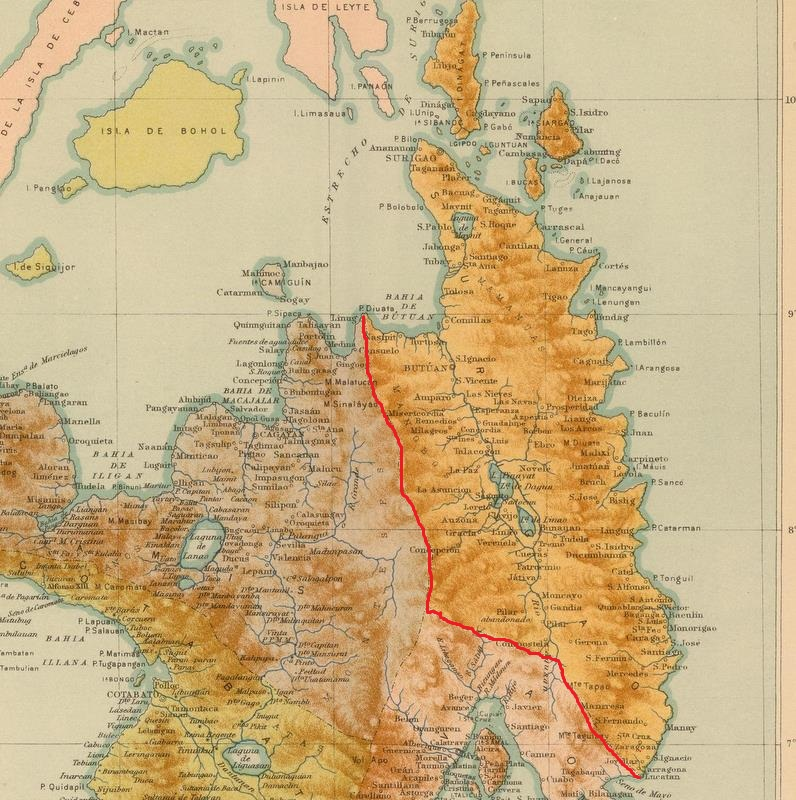
Provincia de Surigao en 1899.

El Distrito 3.º de Surigao, llamado hasta 1858 "provincia de Caraga", tenía por capital el pueblo de Surigao e incluía la Comandancia de Butuan. Uno de sus pueblos era Cantilán, de 12,240 habitantes, con las visitas de Lanuza y Carrascal;
Durante la ocupación estadounidense de Filipinas fue creada la provincia de Surigao, siendo Lanuza uno de sus 14  municipios.
El 18 de septiembre de 1960 la provincia de Surigao fue dividida en dos: Surigao del Norte y Surigao del Sur.

## Turismo
De noviembre a marzo grandes olas están en constante movimiento. Es la temporada de surf.